# Hladina podzemní vody

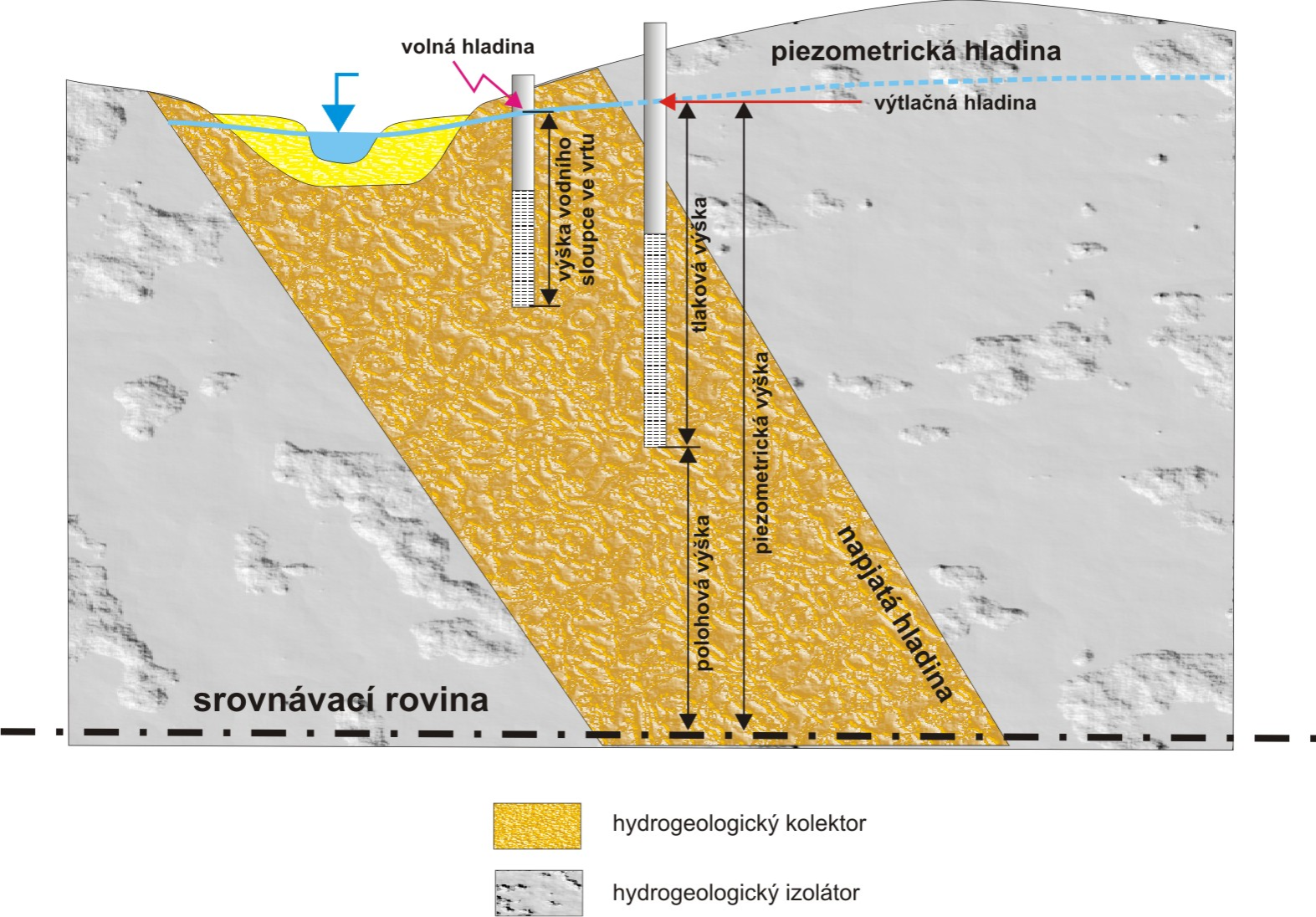
Typy hladin podzemní vody

Hladina podzemní vody tvoří rozhraní mezi saturovanou zónou a nesaturovanou zónou v horninovém prostředí. Pro hladinu podzemní vody platí, že vlhkost horninového prostředí w je rovna celkové pórovitosti a hodnota tlakové výšky z je rovna 0.
Z geometrického a hydrogeologického hlediska se rozlišují hladiny podzemní vody na:
- volnou – geometrické místo bodů příslušejících dané zvodni, v nichž je současně tlak podzemní vody roven tlaku atmosférickému. Je to plocha omezující shora volnou zvodeň.
- napjatou – svrchní hraniční plocha zvodně, charakterizovaná tlakem podzemní vody vyšším než je tlak atmosférický. Představuje horní ohraničení napjaté zvodně,
- výtlačnou – jedná se o piezometrickou hladinu napjaté zvodně.

Z energetického hlediska se definuje piezometrická hladina zvodně (piezometrická plocha) jako ideální plochu představující geometrické místo bodů, ve kterých je tlak podzemní vody určité zvodně roven atmosférickému tlaku, tedy místa piezometrických úrovní měřených nebo měřitelných vrty v dané zvodni. Piezometrická hladina napjaté zvodně se označuje jako výtlačná hladina (kladná v případě polohy nad terénem, záporná v případě polohy pod terénem) a leží vždy nad stropem zvodně.
Rozdíl piezometrických hladin měřených mezi dvěma body dělený jejich vzdáleností se nazývá piezometrickým gradientem Ip. Platí:
kde jsou
{\displaystyle h_{1}}, {\displaystyle h_{2}} – piezometrické hladiny v pozorovacích bodech 1 a 2
{\displaystyle L} – vzdálenost mezi pozorovacími body 1 a 2
Z hlediska ovlivnění zásahem do zvodně se rozlišuje:
- statická (přírodní) hladina podzemní vody – hladina vody ve vrtu (studni) kdy její úroveň není ovlivněna žádným hydraulickým zásahem do zvodně (odběrem nebo doplňováním vody),
- dynamická hladina podzemní vody – hladina ve vrtu(studni) ovlivněná zásahem do zvodně v daném objektu.

Podle ustálenosti v čase se rozlišuje:
- ustálená hladina jako statická nebo dynamická hladina ve vrtu, která po předchozím narušení přestala vykazovat soustavný měřitelný vzestup nebo pokles z hlediska uvažovaného časového intervalu (může však vykazovat změny z hlediska režimních změn celého zvodněného systému)
- neustálená hladina tj. hladina, která po předchozím hydraulickém zásahu vykazuje soustavný měřitelný pokles nebo vzestup z hlediska uvažovaného časového intervalu.

V místech, kde hladina podzemní vody protíná povrch terénu, dochází k odvodňování podzemní vody formou pramenních vývěrů nebo drenáže příronů do vodotečí.

## Změny hladiny
Průběh a kolísání hladiny podzemní vody závisí na prostorové geometrii kolektorských hornin a na směru hydraulického gradientu. Výšková úroveň hladiny podzemní vody není časově stálá. Kolísá v závislosti na celé řadě faktorů jako jsou např. srážky, kolísání hladiny v povrchových vodotečích, umělých hydraulických zásazích (čerpání vody z vrtů a studní) apod. Dlouhodobé pozorování (režimní pozorování) úrovní hladin podzemní vody je velmi důležité pro sledování např. změn zásob podzemní vody. Pravidelně se provádí na vrtech Státní pozorovací sítě, kterou provozuje a spravuje ČHMÚ.